# Pidonia suzukii
Pidonia suzukii là một loài bọ cánh cứng trong họ Cerambycidae.